# Hugues Pelletier (évêque)
Hugues Pelletier, né à Angers le 26 janvier 1729 et mort à Angers le 5 avril 1795, ecclésiastique qui fut évêque constitutionnel de Maine-et-Loire, siégeant à Angers de 1791 à 1793.

## Biographie
Hugues Pelletier commence sa carrière ecclésiastique comme chanoine régulier de l'abbaye Sainte-Geneviève de Paris, puis il devint prieur-curé de Beaufort-en-Vallée. Il réside à Angers à la Maison de la Fonderie.
Lors de la Révolution française, l'évêque d'Angers Michel-François de Couët du Vivier de Lorry refuse de prêter le serment civique à la Constitution civile du clergé, il se démet et se retire à Rouen. Le 6 février 1791, Hugues Pelletier est élu au 1er tour avec 248 voix sur 421 suffrages évêque constitutionnel du diocèse de Maine-et-Loire. Il est sacré à Paris le 13 mai par Jean-Baptiste Gobel. Hugues Pelletier prête serment devant l'administration départementale. La commission militaire en mission dans l'Ouest de la France conduite par Marie Pierre Adrien Francastel rapporte les propos tenus par l'évêque constitutionnel. "Je m'honore de faire aujourd'hui à la Raison sur l'autel de la Patrie le sacrifice de tous mes titres de chanoine régulier, de prêtre, de curé et d'évêque pour m'en tenir à celui de citoyen pur et simple dans la ferme croyance... Vive la République française une et indivisible, vive la Convention qui a le courage d'en poser les fondements durables et d'en ôter les pièces qui pourraient en compliquer et gêner les mouvements". Signé Hugues Pelletier le 29 Brumaire 1793.
Dès sa nomination, des curés insermentés du diocèse d'Angers échangeront des lettres conflictuelles avec le prélat républicain. Les hommes d'Église vont se ranger en pro-Pelletieriste ou anti-Pelletieriste.
Les prêtres réfractaires remettent en cause les sacrements administrés par les curés constitutionnels. Dans certaines paroisses des Mauges, des paroissiens refusent de faire baptiser leurs enfants ou d'avoir le sacrement des mariages par des prêtres assermentés.
En 1793, l'État révolutionnaire commence une vaste «déprêtrisation» en France. Hugues Pelletier et treize de ses vicaires abdiquent dès 30 septembre 1793. Il rend ses lettres de prêtrise le 19 novembre suivant contre huit cents livres de pension annuelle confirmant ainsi son apostasie. Il meurt le 5 avril 1795 après avoir refusé le secours de la religion.